# Somniosus
Somniosus – rodzaj ryb chrzęstnoszkieletowych z rodziny Somniosidae.

## Rozmieszczenie geograficzne
Do rodzaju należą gatunki występujące w wodach oceanów – Arktycznego, Indyjskiego, Spokojnego i Atlantyckiego.

## Morfologia
Długość ciała do 550 cm.

## Systematyka
Rodzaj zdefiniował w 1818 roku francuski przyrodnik i ilustrator Charles Alexandre Lesueur w artykule poświęconym kilkunastu nowym rodzajom północnoamerykańskich ryb opublikowanym w czasopiśmie Journal of the Academy of Natural Sciences of Philadelphia. Gatunkiem typowym jest (oznaczenie monotypowe) rekin polarny (S. microcephalus).

### Etymologia
- Somniosus: łac. somniosus ‘senny, śpiący’, od somnus ‘sen, drzemka’[9][10].
- Laemargus: gr. λαιμαργος laimargos ‘żarłoczny, chciwy’[11]. Gatunek typowy (późniejsze oznaczenie): Squalus borealis Scoresby, 1820 (= Squalus microcephalus Bloch & Schneider, 1801)[12].
- Leiodon: gr. λειος leios ‘gładki’; οδους odous, οδοντος odontos ‘ząb’[3]. Gatunek typowy (oznaczenie monotypowe): Leiodon echinatum Wood, 1846 (= Squalus microcephalus Bloch & Schneider, 1801).
- Rhinoscymnus: gr. ῥις rhis, ῥινος rhinos ‘nos, pysk’[13]; σκυμνος skumnos ‘młode, lwiątko’ także ‘antyczna nazwa jakiegoś rekina’[14]. Gatunek typowy (oznaczenie monotypowe): Scymnus rostratus Risso, 1827.
- Heteroscymnus: gr. ἑτερος heteros ‘różny, inny’[15]; σκυμνος skumnos ‘młode, lwiątko’ także ‘antyczna nazwa jakiegoś rekina’[14]. Gatunek typowy (oryginalne oznaczenie): Heteroscymnus longus Tanaka, 1912.
- Brevisomniosus: łac. brevis ‘krótki’[16]; rodzaj Somniosus Lesueur, 1818. Gatunek typowy: nie wyznaczony.

### Podział systematyczny
Do rodzaju należą następujące gatunki:
- Somniosus antarcticus Whitley, 1939
- Somniosus cheni Hsu, Lin & Joung, 2020
- Somniosus longus (Tanaka, 1912)
- Somniosus microcephalus (Bloch & Schneider 1801) – rekin polarny[17]
- Somniosus pacificus Bigelow & Schroeder 1944
- Somniosus rostratus (Risso 1827) – lemargo[18]